# Akito Suzuki
Akito Suzuki (japanisch 鈴木 章斗 Suzuki Akito; * 30. Juli 2003 in der Präfektur Osaka) ist ein japanischer Fußballspieler.

## Karriere
Akito Suzuki erlernte das Fußballspielen in den Jugendmannschaften von Diablossa Osaka und Gamba Osaka sowie in der Schulmannschaft der Hannan University Senior High School. Seinen ersten Vertrag unterschrieb er am 1. Februar 2022 bei Shonan Bellmare. Der Verein aus Hiratsuka, einer Stadt in der Präfektur Kanagawa, spielte in der ersten japanischen Liga. Sein Erstligadebüt gab Akito Suzuki am 2. April 2022 (6. Spieltag) im Heimspiel gegen Sanfrecce Hiroshima. Hier stand er in der Startelf und wurde in der 63. Minute gegen Naoki Yamada ausgewechselt. Sanfrecce gewann das Spiel durch ein Tor von Makoto Mitsuta mit 1:0.